# Rappresentanze dei Länder presso la Federazione
Le rappresentanze statali presso la Federazione (in lingua tedesca: Landesvertretungen beim Bund, in breve Vertretungen, rappresentanze) sono le rappresentanze permanenti degli stati federati tedeschi e ne rappresentano gli interessi nei confronti degli organi federali e degli altri Länder. Esse hanno sede nella capitale federale, Berlino, e sono una caratteristica specifica, e con una lunga tradizione, del federalismo tedesco.
Le rappresentanze statali fungono da interfaccia tra la politica federale e quella statale (assimilabile in Italia al concetto di "regionale" o "locale"). Tra le loro attività rientra il mantenimento di stretti rapporti con il Bundestag (il Parlamento), il Governo federale e il Bundesrat. Il lavoro politico e tecnico mira a rappresentare gli interessi del Land nella definizione della politica e della legislazione federale. Le rappresentanze offrono anche spazi di lavoro e pernottamento al governo regionale in viaggio presso la capitale. Inoltre, funge da istituto culturale per presentare la diversità culturale ed economica del Land presso la città di Berlino e la platea internazionale dovuta alla presenza di numerose ambasciate straniere.
Con l'aumento dell'importanza delle politiche regionali dell'Unione europea, anche gli interessi degli stati federati hanno richiesto un'adeguata rappresentanza a livello comunitario. Per questo motivo i Länder tedeschi, oltre alla rappresentanza permanente a Berlino, ora hanno anche delle rappresentanze permanenti a Bruxelles.

## Compiti

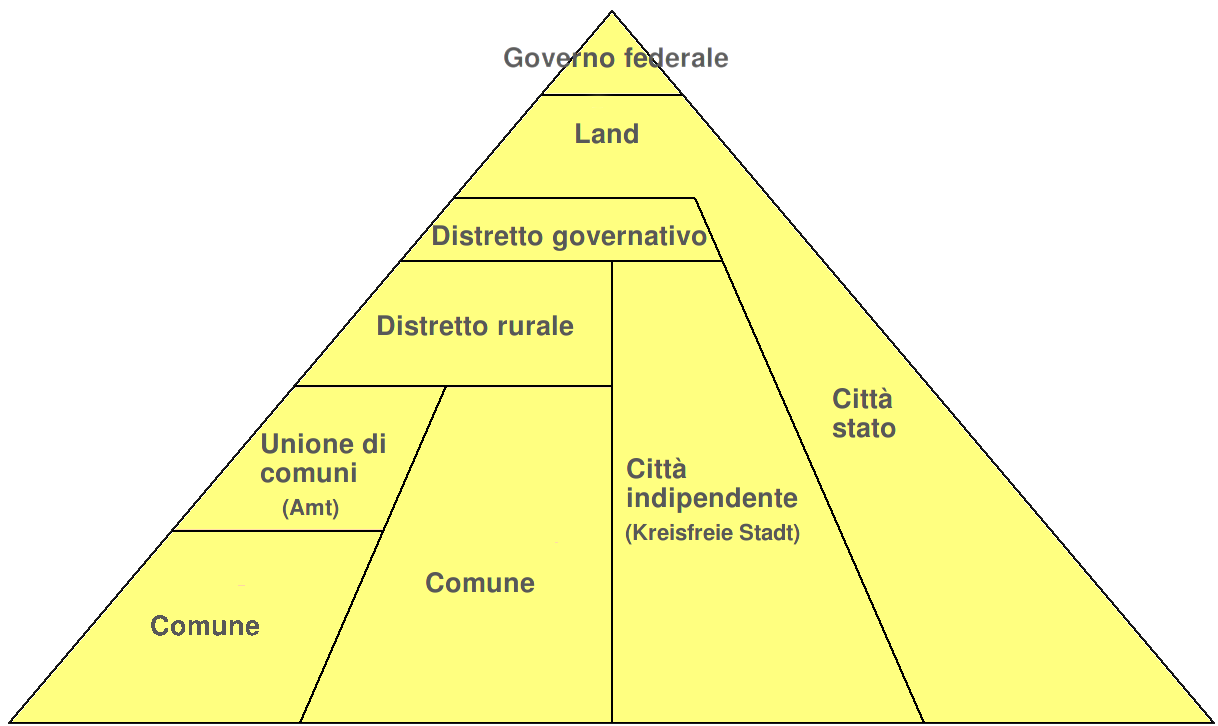
Gerarchia degli organi amministrativi nel sistema federale tedesco

Sia come autorità indipendenti che come dipartimento della Cancelleria di Stato, le rappresentanze statali svolgono una funzione di cerniera tra la politica federale e quella statale che si svolge nei singoli Land. Forniscono informazioni in entrambe le direzioni, rappresentano gli interessi del Land e partecipano alla legislazione in seno al Bundesrat. I dipendenti delle rappresentanze visitano le commissioni specializzate del Bundestag per poter informare il Ministro presidente e il governo regionale sui piani del governo federale e del Parlamento. Inoltre, le rappresentanze sono l'interlocutore dei Länder con amministrazioni, associazioni, giornalisti e cittadini, fungendo da vetrina verso l'esterno.
Gli edifici delle rappresentanze statali servono a rappresentare i Länder, soprattutto per quanto riguarda la loro partecipazione politica al sistema federale tedesco. Partecipando anche agli affari dell'Unione europea, rappresentano anche piattaforme per il mantenimento e lo sviluppo delle relazioni con Paesi e regioni estere. Inoltre, sono a disposizione come luoghi d'incontro dei gruppi parlamentari del rispettivo gruppo statale, che di norma si riuniscono il lunedì sera. Le rappresentanze statali sono disponibili anche per convegni e attività culturali.
Questa libertà di manovra a livello federale e comunitario è comunque regolamentata attraverso l'art. 50 della Legge fondamentale, che indica come sia il Bundesrat l'organo attraverso il quale i Länder partecipano al potere legislativo e all'amministrazione dello Stato federale (in tedesco Bund) e si occupano di questioni relative all'Unione europea.

## Sviluppo storico

### Sacro Romano Impero
Già nel Sacro Romano Impero degli inviati plenipotenziari rappresentavano gli interessi dei principi territoriali e dei circoli imperiali presso la corte dell'Imperatore, presso le altre corti principesche e presso la Dieta Imperiale. Le loro competenze e responsabilità erano molto ampie, spaziando dai doveri cerimoniali alla mediazione in questioni politiche. Il sistema degli inviati nell'impero venne definito per la prima volta nel 1663 con l'istituzione della Dieta perpetua a Ratisbona; da quel momento i principi mantennero piccole rappresentanze nella città imperiale, guidate da inviati.

### Confederazione Germanica
Il Sacro Romano Impero scomparve nel 1806, e nel 1815 venne fondata la Confederazione Germanica. Esso aveva un unico organo di rappresentanza politica, il Consiglio federale (Bundestag), con sede a Francoforte sul Meno. Ciascuno Stato membro della confederazione aveva un ambasciatore presso il Bundestag, che esprimeva un numero di voti diverso a seconda del Land. Anche i Paesi stranieri potevano accreditare un inviato presso il governo federale e, viceversa, il governo federale poteva nominare inviati federali, ma tuttavia si fece un uso molto limitato di questa possibilità.

### Impero tedesco

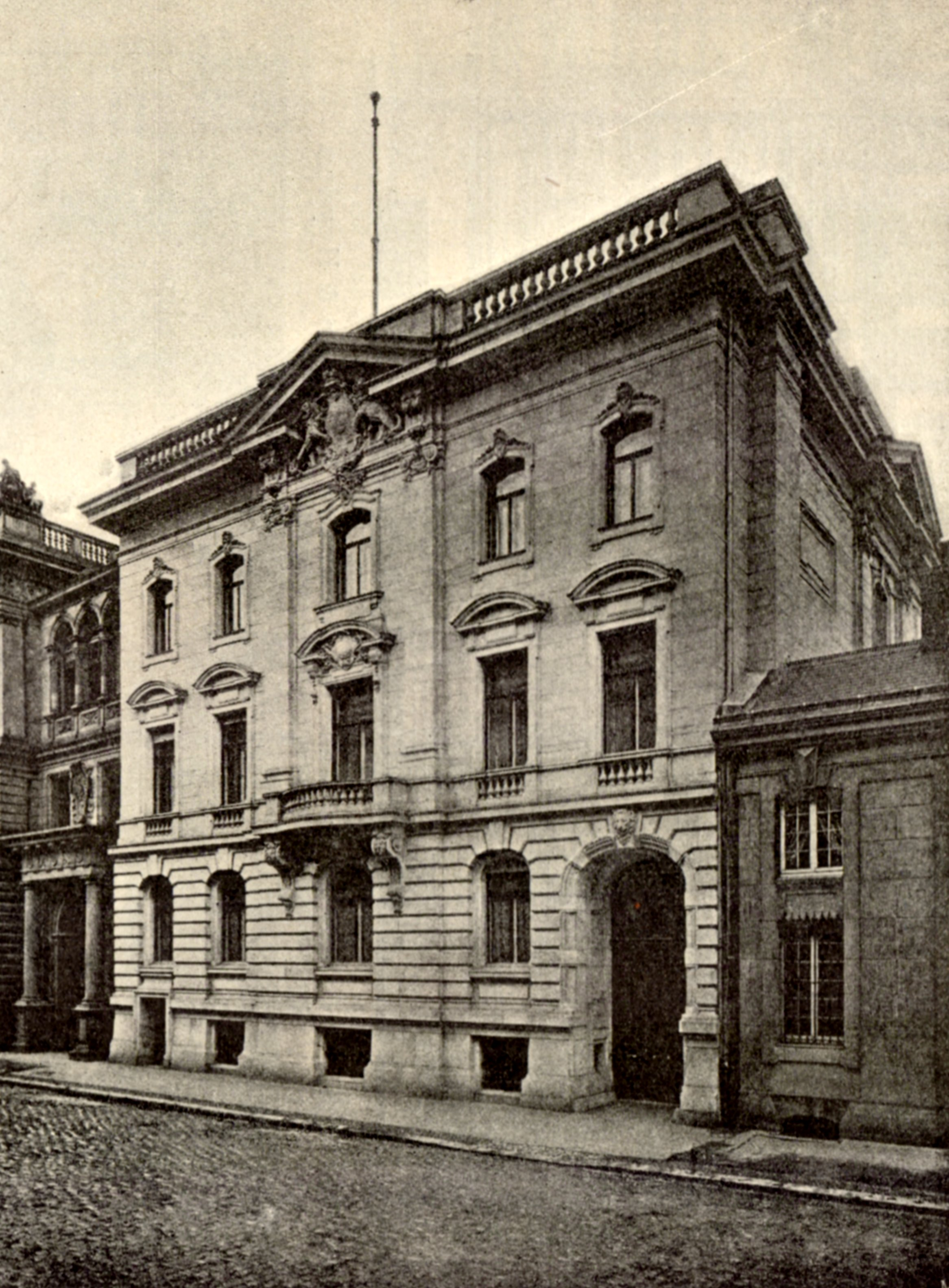
Ambasciata bavarese a Berlino, 1896

Nella Confederazione Tedesca del Nord, che nel 1871 divenne l'Impero tedesco, i governi degli Stati membri inviavano rappresentanti presso il Bundestag nella capitale imperiale Berlino. I membri del Consiglio federale erano per lo più alti funzionari dell'amministrazione statale.
I compiti dei mandatari, oltre alle funzioni di rappresentanza, erano quelli di lavorare nelle commissioni del Consiglio federale per la preparazione di progetti di leggi e regolamenti amministrativi. Inoltre, assicuravano la corretta trasmissione delle informazioni e delle decisioni politiche tra le autorità statali e quelle imperiali. Oltre al lavoro presso il Bundestag, per i rappresentanti statali era possibile partecipare alle riunioni del Reichstag ed essere ascoltati dai parlamentari. Il carico di lavoro personale dei rappresentanti era molto alto, poiché generalmente non disponevano di uno staff di supporto, ad eccezione di un singolo segretario.

### Repubblica di Weimar
Con la fine della monarchia e l'affermarsi della repubblica, venne meno la necessità di rappresentanza diretta di un territorio per farsi ascoltare dall'imperatore. Nella Repubblica di Weimar gli interessi locali erano espressi presso il Reichsrat der Länder, che aveva il diritto di opporsi alla legislazione nazionale. Con la presa del potere da parte dei nazisti, il Reich divenne uno stato centralizzato, in cui la politica singola degli stati fu abolita. A livello locale rimasero in gestione solo questioni amministrative e culturali.

### Repubblica Federale Tedesca
Con la fine della Seconda guerra mondiale e la sconfitta della Germania nazista, il territorio tedesco venne suddiviso in quattro zone di occupazione da parte delle Potenze alleate. In questo contesto di occupazione, proseguì la mancanza di rappresentatività locale, in quanto il potere civile era detenuto dalle forze occupanti. Dal punto di vista amministrativo, tutte e quattro le potenze occupanti rividero i confini delle entità amministrative locali, andando a fissare i confini dei Länder come li conosciamo ancora oggi.
Nel 1949, nei tre settori occidentali venne costituita la Repubblica Federale Tedesca (RFT o BRD), colloquialmente conosciuta come Germania Ovest, che recuperava la vocazione federalista della popolazione tedesca. Fino all'inizio degli anni Cinquanta tutti i rappresentanti statali avevano sede presso Villa Henkel a Unkel, comune a poca distanza dalla capitale federale provvisoria, Bonn. La piena sovranità della nuova entità statale avvenne nel 1955, e Bonn venne confermata come capitale. In seguito a questo avvenimento tutti i Länder (compresa Berlino Ovest) acquistarono o costruirono edifici a Bonn, nei quali allestirono le loro singole rappresentanze statali.

### Repubblica Democratica Tedesca
Nella Zona di occupazione sovietica vennero costituiti 5 Länder, nati dalla revisione delle province storiche e con lo scioglimento definitivo di quella che per secoli era stata conosciuta come Prussia. Come per i territori occidentali, tale suddivisione era puramente amministrativa, e non contava di nessuna rappresentatività a livello governativo. Parallelamente alla nascita della Germania Ovest, nel corso del 1949 anche nella zona sovietica venne costituita una nuova entità statale, che prese il nome di Repubblica Democratica Tedesca (RDT o DDR) con Berlino Est come capitale.

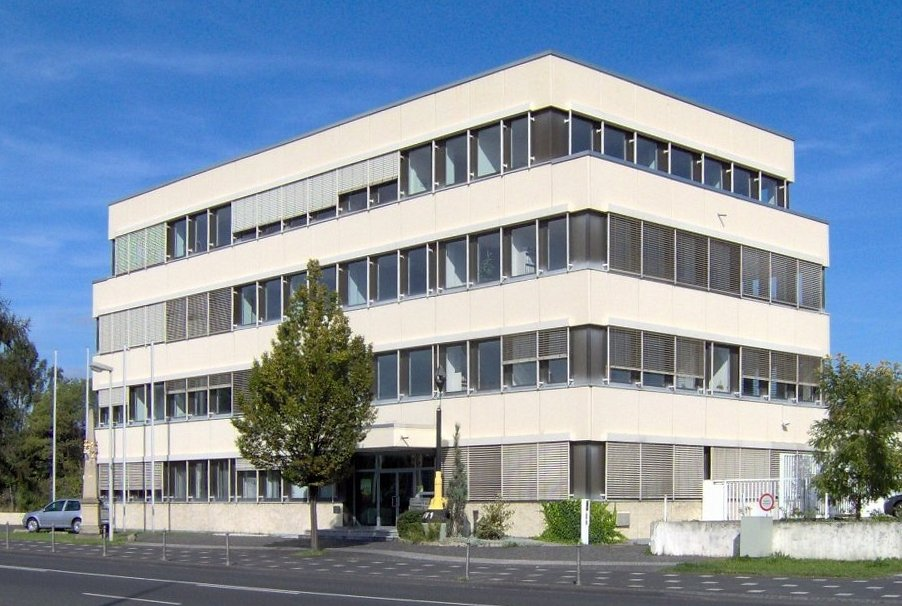
Rappresentanza permanente della DDR a Bonn (1972-1990)

I cinque Länder (e Berlino Est solamente con funzione consultiva) inizialmente parteciparono alla politica statale attraverso il Länderkammer (Camera degli Stati), organo legislativo eletto dal Landtage. Tuttavia, questi Länder non costituivano entità autonome formando uno Stato federale, ma erano piuttosto entità amministrative decentrate su uno stato quasi unitario. Per questo motivo, nessun ufficio di rappresentanza venne mai aperto nella capitale. Con la riforma amministrativa del 1952 i Länder vennero sciolti e nacquero 14 distretti.

### Repubblica Federale di Germania
Con la caduta del muro di Berlino prese il via il percorso di riunificazione, che si completò nel 1990 con la ricostituzione dei 5 Länder orientali e la loro annessione alla Repubblica federale. Nonostante la decisione sulla capitale della Germania decretò il definitivo trasferimento delle istituzioni federali da Bonn a Berlino, la ricollocazione di tutte le strutture perdurò per un intero decennio, e ciò coinvolse anche le rappresentanze permanenti.
I nuovi stati sorti nella ex DDR non attesero il trasferimento finale della capitale, ma già nel 1991 aprirono una loro rappresentanza a Bonn: tre di loro (Turingia, Sassonia-Anhalt e Brandeburgo) presero possesso di edifici dedicati, mentre gli altri due (Sassonia e Meclemburgo-Pomerania Anteriore) si stabilirono nell'edificio che dal 1972 al 1990 era stata la sede della Rappresentanza permanente della DDR presso la BRD, di fatto l'ambasciata della Germania Est a Bonn.
Lo spostamento delle rappresentanze permanenti da Bonn a Berlino iniziò nel 1999 con la Baviera, e si concluse definitivamente nel 2001. Dal 2002 il Land di Berlino ha la sua rappresentanza statale presso il municipio e non più in un proprio edificio dedicato.

## Elenco delle rappresentanze statali a livello federale
| Stemma | Land                             | Rappresentanza permanente                                                      | Fondazione | Immagine | Localizzazione          |
| ------ | -------------------------------- | ------------------------------------------------------------------------------ | ---------- | -------- | ----------------------- |
|        | Amburgo                          | Rappresentanza del Land Amburgo presso la Federazione                          | 1950       |          | 52.5134°N 13.3856°E     |
|        | Assia                            | Rappresentanza del Land Assia presso la Federazione                            | 1949       |          | 52.512°N 13.3784°E      |
|        | Baden-Württemberg                | Rappresentanza del Land Baden-Württemberg presso la Federazione                | 1954       |          | 52.5093°N 13.3627°E     |
|        | Bassa Sassonia                   | Rappresentanza del Land Bassa Sassonia presso la Federazione                   | 1949       |          | 52.5125°N 13.3777°E     |
|        | Baviera                          | Rappresentanza del Land Baviera presso la Federazione                          | 1949       |          | 52.5152°N 13.3876°E     |
|        | Berlino                          | Rappresentanza del Land Berlino presso la Federazione                          | 1949       |          | 52.518611°N 13.408333°E |
|        | Brandeburgo                      | Rappresentanza del Land Brandeburgo presso la Federazione                      | 1990       |          | 52.5123°N 13.3789°E     |
|        | Brema                            | Rappresentanza del Land Brema presso la Federazione                            | 1949       |          | 52.5076°N 13.3573°E     |
|        | Meclemburgo-Pomerania Anteriore  | Rappresentanza del Land Meclemburgo-Pomerania Anteriore presso la Federazione  | 1990       |          | 52.512°N 13.3791°E      |
|        | Renania-Palatinato               | Rappresentanza del Land Renania-Palatinato presso la Federazione               | 1951       |          | 52.5126°N 13.3787°E     |
|        | Renania Settentrionale-Vestfalia | Rappresentanza del Land Renania Settentrionale-Vestfalia presso la Federazione | 1949       |          | 52.5083°N 13.3577°E     |
|        | Saarland                         | Rappresentanza del Land Saarland presso la Federazione                         | 1969       |          | 52.5126°N 13.3792°E     |
|        | Sassonia                         | Rappresentanza del Land Sassonia presso la Federazione                         | 1991       |          | 52.5142°N 13.4027°E     |
|        | Sassonia-Anhalt                  | Rappresentanza del Land Sassonia-Anhalt presso la Federazione                  | 1991       |          | 52.521889°N 13.3795°E   |
|        | Schleswig-Holstein               | Rappresentanza del Land Schleswig-Holstein presso la Federazione               | 1949       |          | 52.5125°N 13.3781°E     |
|        | Turingia                         | Rappresentanza del Land Turingia presso la Federazione                         | 1991       |          | 52.5122°N 13.3853°E     |